# Christine Weiske
Christine Weiske (* 11. Dezember 1949 in Halle) ist eine ehemalige deutsche Politikerin der Grünen. Nach der Schulzeit studierte Weiske Medizin und schloss das Studium im Bereich der Allgemeinmedizin ab.
Beruflich war Weiske nach dem Studium in einer Senioreneinrichtung als Ärztin tätig. Politisch engagierte sie sich bereits vor der Wende, war allerdings nach eigenem Bekunden in keiner Partei Mitglied. Vielmehr versuchte sie durch die evangelische Kirche Veränderungen herbeizuführen. Im Herbst 1989 stieß sie zu der Bürgerrechtsgruppe „Demokratie Jetzt“ und widmete sich dem Aufbau der Grünen Partei. Die Ärztin gehörte mit Carlo Jordan, Carola Stabe, Vollrad Kuhn und anderen zu den Gründern der Grünen Partei in der DDR. Als Spitzenkandidatin kandidierte Weiske am 14. Oktober 1990 erfolglos für den Landtag Brandenburg. Als Sprecherin der Ost-Grünen war Weiske Mitglied der Verfassungsgruppe beim zentralen Runden Tisch, der von Dezember 1989 bis zur Volkskammerwahl im März 1990 tagte und u. a. die Auflösung der Stasi und die Durchführung der ersten freien Wahlen zur Volkskammer beschloss.
Am 9. Februar 1990 wurde Christine Weiske in die gerade in Halle/Saale neu gegründete Grünen Partei in der DDR in den Vorstand gewählt, neben Dorrit Nessing-Stranz und Friedrich Heilmann. Im Dezember 1990 wurde sie in den Bundesvorstand der kurz zuvor fusionierten GRÜNEN und Grüner Partei gewählt und nur knapp ein halbes Jahr später im April 1991 als gleichberechtigte Bundesvorstandssprecherin der Gesamtpartei gewählt, neben Ludger Volmer. Weiske setzte sich zur Überraschung vieler gegen die weit bekanntere Antje Vollmer mit 344 zu 263 Stimmen durch. Bereits zwei Jahre später trat Weiske aus Protest gegen die Benachteiligung der ostdeutschen Grünen vom Amt der Bundesvorstandssprecherin zurück.